# Stephen Kunken
Stephen Michael Kunken, né le 30 avril 1971 à Upper Brookville (État de New York), est un acteur américain.

## Biographie
Au cinéma, Stephen Kunken débute dans The Very Black Show de Spike Lee (2000, avec Damon Wayans et Savion Glover). Depuis, mentionnons La Fille dans le parc de David Auburn (2007, avec Sigourney Weaver et Kate Bosworth), Le Loup de Wall Street de Martin Scorsese (2013, avec Leonardo DiCaprio et Jonah Hill), Café Society de Woody Allen (2016, avec Jesse Eisenberg et Kristen Stewart), ou encore Une ode américaine de Ron Howard (2020, avec Amy Adams et Glenn Close).
À la télévision américaine, il contribue à des téléfilms et séries, la première étant Spin City (un épisode, 1998). Suivent entre autres New York, police judiciaire (quatre épisodes, 1998-2009), The Affair (huit épisodes, 2014-2019) et Billions (2016-2023, quarante-et-un épisodes).
Très actif également au théâtre, Stephen Kunken joue notamment à New York. À Broadway, il débute en 2002 dans La Preuve de David Auburn précité (avec Anne Heche, tous deux remplaçants). Ultérieurement, citons Frost/Nixon (en) de Peter Morgan (2007, avec Michael Sheen et Frank Langella), The Columnist (en) du même Auburn (2012, avec John Lithgow et Margaret Colin) et la comédie musicale Dear Evan Hansen de Pasek and Paul (2016, avec Ben Platt dans le rôle-titre).
Toujours sur les planches new-yorkaises, il apparaît régulièrement Off-Broadway, d'abord dans Henri VIII de William Shakespeare (1997, avec Ruben Santiago-Hudson dans le rôle-titre).
Depuis 2005, il est marié à l'actrice Jenn Thompson (née en 1967).

## Filmographie partielle

### Cinéma
- 2000 : The Very Black Show (Bamboozled) de Spike Lee : David
- 2007 : La Fille dans le parc (The Girl in the Park) de David Auburn : Leo
- 2009 : Hôtel Woodstock (Taking Woodstock) d'Ang Lee : Mel Lawrence
- 2010 : Love and Secrets (All Good Things) d'Andrew Jarecki (en) : Todd Fleck
- 2011 : Extrêmement fort et incroyablement près (Extremely Loud and Incredibly Close) de Stephen Daldry : l'enseignant
- 2012 : The Bay de Barry Levinson : Dr Jack Abrams
- 2013 : Le Loup de Wall Street (The Wolf of Wall Street) de Martin Scorsese : Jerry Fogel
- 2013 : A Birder's Guide to Everything de Rob Meyer : Ted Portnoy
- 2014 : Still Alice de Wash Westmoreland et Richard Glatzer : Dr Benjamin
- 2015 : Le Pont des espions (Bridge of Spies) de Steven Spielberg : William Tomkins
- 2016 : Jason Bourne de Paul Greengrass : Baumen
- 2016 : Café Society de Woody Allen : Leonard
- 2016 : Custody de James Lapine : Mark Dooley
- 2019 : Nos vies après eux (Otherhood) de Cindy Chupack (en) : Joel Lieberman
- 2020 : Une ode américaine (Hillbilly Elegy) de Ron Howard : Phillip Roseman

### Télévision
(séries)
- 1998 : Spin City, saison 2, épisode 14 Le maire cherche l'inspiration (The Paul Lassiter Story) d'Andy Cadiff : le médecin
- 1998-2009 : New York, police judiciaire (Law & Order)
  - Saison 8, épisode 23 Journal à scandale (Tabloid, 1998) :  le commissaire aux citations
  - Saison 11, épisode 9 un orgueil démesuré (Hubris, 2001) : Mark Wood
  - Saison 16, épisode 4 Vivre et laisser mourir (Age of Innocence, 2005) : Dwight Connelly
  - Saison 19, épisode 10 Le Serment (Pledge, 2009) : Harold Foley
  - Saison 24, épisode 7 : Truth and Consequences (2024) : Sam Bennett
- 1999-2000 : Un agent très secret (Now and Again), saison unique, épisode 3 Hautement toxique (Over Easy, 1999) d'Alan Taylor et épisode 15 Un petit air familier (Deep in My Heart Is a Song, 2000) : un agent du Gouvernement
- 2001 : Les Soprano (The Sopranos), saison 3, épisode 4 L'Employé du mois (Employee of the Month) de John Tiffin Patterson : le médecin urgentiste
- 2006-2009 : New York, section criminelle (Law & Order: Criminal Instant)
  - Saison 5, épisode 11 La Beauté du meurtre (Slither, 2006) de Bill L. Norton : un fournisseur
  - Saison 8, épisode 12 Tout un poème (Passion, 2009) : Don McCallum
- 2008 : New Amsterdam, saison unique, épisode 5 Keep the Change : Ben Tucker
- 2008 : Gossip Girl, saison 1, épisode 17 S & G : Sur le ring (Woman on the Verge) de Tony Wharmby : le journaliste de Rolling Stone
- 2009 : The Unusuals, saison unique, épisode 7 The Tape Delay : Gary Reed
- 2011 : The Good Wife, saison 2, épisode 14 Liberté d'expression (Net Worth) : Rand Blaylock
- 2012 : Elementary, saison 1, épisode 7 Le Disciple (One Way to Get Off) : Dr Carrow
- 2013 : Blue Bloods, saison 3, épisode 14 Instinct paternel (Men in Black) : Jacob
- 2013 : Unforgettable, saison 2, épisode 4 Jeu de mémoire (Memory Kings) de Peter Werner et épisode 6 En toute diplomatie (Line Up or Shut Up) de Peter Werner : Dale Parsons
- 2014-2019 : The Affair
  - Saison 1 (2014), épisode 2 La Réception de Jeffrey Reiner, épisode 3 Tiraillements de Jeffrey Reiner, épisode 8 Adieux de Ryan Fleck et épisode 10 Affaires de famille : Harry
  - Saison 2 (2015), épisode 1 Un monde en éclats de Jeffrey Reiner, épisode 7 Gratitude empoisonnée d'Anna Boden et Ryan Fleck et épisode 11 Le Retour aux sources : Harry
  - Saison 5, épisode 8 Accusations : Harry
- 2016 : BrainDead, saison unique, épisode 3 Coup bas (Goring Oxes: How You Can Survive the War on Government Through Five Easy Steps) : Matthew Maizen
- 2017-2022 : The Handmaid's Tale : La Servante écarlate, saisons 1 à 5, 19 épisodes : Warren Putman
- 2016-2023 : Billions, saisons 1 à 7, 41 épisodes : Ari Spyros

## Théâtre (sélection)

### Broadway
- 2002-2003 : La Preuve (Proof) de David Auburn : Hal (remplacement)[1]
- 2006 : Festen (en) de David Eldridge (en), d'après le film Festen (1998), mise en scène de Rufus Norris : Lars[2]
- 2007 : Frost/Nixon (en) de Peter Morgan, mise en scène de Michael Grandage : Jim Reston[3]
- 2007-2008 : Rock 'n' Roll (en) de Tom Stoppard, mise en scène de Trevor Nunn : Ferdinand
- 2010 : Enron de Lucy Prebble : Andy Fastow
- 2011 : High (en) de Matthew Lombardo : le père Michael Delpapp
- 2012 : The Columnist (en) de David Auburn : Halbertstam
- 2016-2022 : Dear Evan Hansen, comédie musicale[4], musique et lyrics de Pasek and Paul, livret de Steven Levenson : une des voix de la communauté virtuelle[5]

### Off-Broadway
- 1997 : Henri VIII (Henry VIII) de William Shakespeare : Sir Thomas Howell
- 1997 : Mésalliance (Misalliance) de George Bernard Shaw : Reilly
- 1997 : Le Dibbouk (A Dybbuk, or Between Two Worlds) de Shalom Anski, adaptation de Tony Kushner : Henekh / Hasid
- 1999 : La Demeure des braves (Home of the Brave) d'Arthur Laurents : Finch[6]
- 2003 : The Story de Tracey Scott Wilson : Jeff / Tim Dunn
- 2004 : Fabulation, or the Re-Education of Undine de Lynn Nottage : le comptable / le premier toxicomane / le médecin
- 2007 : A Very Common Procedure de Courtney Baron : Michael Goldenhersch
- 2009 : Our House de Theresa Rebeck : Stu
- 2012 : Rx de Kate Fodor : Phil Gray
- 2013 : Nikolai and the Others de Richard Nelson : Nikolai Nicky Nabokov
- 2013 : Regular Singing de Richard Nelson : Tim Andrews
- 2013 : That Hopey Changey Thing de Richard Nelson : Tim Andrews
- 2017 : A Parallelogram de Bruce Norris : Jay

## Distinctions (sélection)
- 2010 : Nomination au Tony Award du meilleur acteur dans un second rôle dans une pièce, pour Enron